# 姐妹小偷
《姐妹小偷》（法文：Petites Maraudeuses）是法国画家威廉·阿道夫·布格罗创作于1872年的一幅油画。显示了两个姐妹偷了一篮子苹果后，姐姐温柔地帮助年幼的妹妹翻过墙的情景。现私人收藏。